# Максін Сінгер
Максін Сінгер (англ. Maxine Singer; 15 лютого 1931, Нью-Йорк, США — 9 липня 2024, Вашингтон) — американська дослідниця в галузі молекулярної біології. Співавторка популярного підручника «Гени й геноми».

## Біографія
Народилася у Нью-Йорку. Здобула ступінь бакалавра з хімії у Свортмор-Коледжі у 1952 році. Після цього поступила до лабораторії Джозефа Фрутона у Єльському університеті, а паралельно до лабораторії Леона Геппеля (англ. Leon Heppel) у Національному інституті охорони здоров'я США у 1952 році. 1957 року Максін Сінгер захистила дисертацію доктора філософії з біохімії.
У 1979 році її обрано до Національної академії наук США.
У 1985—1988 роках очолювала редколегію впливого наукового журналу Proceedings of the National Academy of Sciences. Як головний редактор відмовила у публікації статті Пітера Дюсберга щодо заперечення зв'язку між ВІЛ та СНІД, що викликало широку дискусію в наукових колах та пресі (втім, статтю було надруковано за наступного головного редактора).
З 1952 року була одружена з Деніелом Моррісом Сінгером, мала 4 дітей.
Максін Сінгер померла 9 липня 2024 року в себе вдома у місті Вашингтон в 93-річному віці.